# Sant Miquel de Mata
Sant Miquel de Mata és una església gòtica de Mataró (Maresme) protegida com a bé cultural d'interès local.

## Descripció
És un edifici religiós, una petita ermita d'una sola nau coberta per una volta ogival de tres trams, dos d'ells de planta quadrada, i absis poligonal. Les voltes tenen les nervadures de pedra. Només hi ha esculturades les claus i les carteles d'arrencament de les voltes. Exteriorment està coberta per una teulada de dos vessants. L'entrada principal és al mur lateral dret, que presenta una gran porta dovellada, una espitllera i tres contraforts. Al costat de l'Evangeli hi ha la capella de la Mare de Déu, possiblement de finals del segle xvii o principis del xviii. De la mateixa època és també la sagristia adossada al mateix costat, amb una porteta que comunica amb el presbiteri.
El retaule principal és d'estil renaixentista.
A l'exterior, a l'entorn de l'absis i al davant està situat el cementiri del veïnat, i adossat a l'altre mur del temple hi ha la casa de l'ermità, masoveria coneguda com a Cal Monjo.